# Октябрський (Прокоп'євський округ)
Октя́брський (рос. Октябрский) — селище у складі Прокоп'євського округу Кемеровської області, Росія.

## Населення
Населення — 537 осіб (2010; 592 у 2002).
Національний склад (станом на 2002 рік):
- росіяни — 93 %